# Film de groază de sărbători
Filme de groază care au loc în timpul sărbătorilor sau filme de groază de sărbători sunt un sub-gen al filmelor de groază care au loc în perioada sărbătorilor. Filmele de groază de vacanță pot fi scurtmetraje sau lungmetraje și, de obicei, folosesc teme, imagini și motive obișnuite ale sărbătorilor în timpul cărora au loc, adesea ca metode prin care răufăcătorul își poate ucide victimele.

## Liste de filme
| Ziua îndrăgostiților               | Filme care au loc de Ziua îndrăgostiților               |
| Ziua Sfântului Patriciu            | Filme care au loc de Ziua Sfântului Patriciu            |
| 1 aprilie - Ziua păcălelilor       | Filme care au loc de 1 aprilie - Ziua păcălelilor       |
| Listă de filme de Paști            | Filme care au loc de Paști                              |
| Noaptea Valpurgiei                 | Filme care au loc de Noaptea Valpurgiei și Armindeni    |
| Ziua Mamei                         | Filme care au loc de Ziua Mamei                         |
| Ziua Tatălui                       | Filme care au loc de Ziua Tatălui                       |
| Ziua Independenței (Statele Unite) | Filme care au loc de Ziua Independenței (Statele Unite) |
| Sânziene                           | Filme care au loc de Sânziene (Mijlocul verii)          |
| Listă de filme de Halloween        | Filme care au loc de Halloween                          |
|                                    | Filme care au loc de Ziua Morților (Día de Muertos)     |
| Ziua Recunoștinței                 | Filme care au loc de Ziua Recunoștinței                 |
| Hanuka                             | Filme care au loc de Hanuka                             |
| Listă de filme de Crăciun          | Filme care au loc de Crăciun                            |
| Listă de filme de Anul Nou         | Filme care au loc de Anul Nou                           |

### Anii 1900
| An   | Film                        | Țară         | Sărbătoare | Note | Ref.  |
| ---- | --------------------------- | ------------ | ---------- | ---- | ----- |
| 1901 | Scrooge, or, Marley's Ghost | Regatul Unit |            |      | [ 4 ] |

### Anii 1910
| An   | Film                  | Țară         | Sărbătoare | Note | Ref.  |
| ---- | --------------------- | ------------ | ---------- | ---- | ----- |
| 1916 | The Right to Be Happy | Regatul Unit |            |      | [ 4 ] |

### Anii 1920
| An   | Film                       | Țară             | Sărbătoare | Note                                         | Ref. |
| ---- | -------------------------- | ---------------- | ---------- | -------------------------------------------- | ---- |
| 1921 | The Phantom Carriage       | Suedia           |            | Bazat pe cartea Thy Soul Shall Bear Witness! |      |
| 1922 | Häxan                      | Danemarca-Suedia |            |                                              |      |
| 1923 | A Midsummer Night's Scream | Statele Unite    |            | Scurtmetraj                                  |      |

### Anii 1930
| An   | Film                      | Țară         | Sărbătoare | Note | Ref. |
| ---- | ------------------------- | ------------ | ---------- | ---- | ---- |
| 1933 | Mystery of the Wax Museum | Regatul Unit |            |      |      |

### Anii 1940
| An   | Film                        | Țară          | Sărbătoare | Note           | Ref. |
| ---- | --------------------------- | ------------- | ---------- | -------------- | ---- |
| 1944 | Christmas Holiday           | Statele Unite |            |                |      |
| 1944 | The Curse of the Cat People | Statele Unite |            |                |      |
| 1945 | Dead of Night               | Regatul Unit  |            | Film antologie |      |

### Anii 1950
| An   | Film                 | Țară   | Sărbătoare | Note                         | Ref. |
| ---- | -------------------- | ------ | ---------- | ---------------------------- | ---- |
| 1958 | The Phantom Carriage | Suedia |            | Refacere a filmului din 1921 |      |

### Anii 1960
| An   | Film                            | Țară          | Sărbătoare | Note | Ref. |
| ---- | ------------------------------- | ------------- | ---------- | ---- | ---- |
| 1960 | Macario                         | Mexico        |            |      |      |
| 1961 | Blast of Silence                | Statele Unite |            |      |      |
| 1964 | At Midnight I'll Take Your Soul | Brazil        |            |      |      |

### Anii 1970
| An   | Film                       | Țară          | Sărbătoare | Note           | Ref.  |
| ---- | -------------------------- | ------------- | ---------- | -------------- | ----- |
| 1970 | La Noche de Walpurgis      | Spain         |            |                | [ 5 ] |
| 1971 | Whoever Slew Auntie Roo?   | Regatul Unit  |            |                |       |
| 1972 | Tales from the Crypt       | Regatul Unit  |            | Film antologie | [ 6 ] |
| 1972 | Home for the Holidays      | Statele Unite |            | Film TV        |       |
| 1972 | Silent Night, Bloody Night | Statele Unite |            |                |       |
| 1973 | The Wicker Man             | Regatul Unit  |            |                | [ 7 ] |
| 1973 | El Retorno de Walpurgis    | Spain         |            |                |       |
| 1974 | Black Christmas            | Canada        |            |                |       |
| 1975 | Night Train Murders        | Italy         |            |                |       |
| 1978 | Halloween                  | Statele Unite |            |                | [ 8 ] |

### Anii 1980
| An   | Film                                            | Țară                       | Sărbătoare | Note                                      | Ref.   |
| ---- | ----------------------------------------------- | -------------------------- | ---------- | ----------------------------------------- | ------ |
| 1980 | Terror Train                                    | Statele Unite              |            |                                           | [ 7 ]  |
| 1980 | To All a Goodnight                              | Statele Unite              |            |                                           | [ 9 ]  |
| 1980 | Christmas Evil                                  | Statele Unite              |            |                                           |        |
| 1980 | New Year's Evil                                 | Statele Unite              |            |                                           |        |
| 1981 | My Bloody Valentine                             | Canada                     |            | De asemenea, are loc în ziua de Vineri 13 |        |
| 1981 | Halloween II                                    | Statele Unite              |            |                                           |        |
| 1981 | Home Sweet Home                                 | Statele Unite              |            |                                           |        |
| 1982 | Creepshow                                       | Statele Unite              |            | Film antologie                            |        |
| 1982 | Critters 2: The Main Course                     | Statele Unite              |            |                                           |        |
| 1982 | Halloween III: Season of the Witch              | Statele Unite              |            |                                           |        |
| 1982 | Trick or Treats                                 | Statele Unite              |            |                                           |        |
| 1982 | X-ray                                           | Statele Unite              |            |                                           |        |
| 1982 | Bloodbeat                                       | Statele Unite/Franța       |            |                                           | [ 10 ] |
| 1983 | The Being                                       | Statele Unite              |            |                                           |        |
| 1984 | Don't Open till Christmas                       | Regatul Unit               |            |                                           |        |
| 1984 | Gremlins                                        | Statele Unite              |            |                                           |        |
| 1984 | Silent Night, Deadly Night                      | Statele Unite              |            |                                           |        |
| 1985 | The Midnight Hour                               | Statele Unite              |            | Film de televiziune                       | [ 11 ] |
| 1986 | April Fool's Day                                | Statele Unite              |            |                                           | [ 12 ] |
| 1986 | Killer Party                                    | Canada/Statele Unite       |            |                                           | [ 13 ] |
| 1986 | Slaughter High                                  | Regatul Unit/Statele Unite |            |                                           | [ 14 ] |
| 1986 | Trick or Treat                                  | Statele Unite              |            |                                           | [ 15 ] |
| 1987 | Silent Night, Deadly Night Part 2               | Statele Unite              |            |                                           |        |
| 1987 | Blood Rage                                      | Statele Unite              |            |                                           |        |
| 1987 | Bloody New Year                                 | Regatul Unit               |            |                                           |        |
| 1988 | Maniac Cop                                      | Statele Unite              |            |                                           |        |
| 1988 | Halloween 4: The Return of Michael Myers        | Statele Unite              |            |                                           |        |
| 1988 | Night of the Demons                             | Statele Unite              |            |                                           | [ 16 ] |
| 1989 | 3615 code Père Noël                             | Franța                     |            |                                           |        |
| 1989 | Halloween 5: The Revenge of Michael Myers       | Statele Unite              |            |                                           |        |
| 1989 | Elves                                           | Statele Unite              |            |                                           |        |
| 1989 | Silent Night, Deadly Night 3: Better Watch Out! | Statele Unite              |            |                                           |        |

### Anii 1990
| An   | Film                                        | Țară          | Sărbătoare   | Note            | Ref.          |
| ---- | ------------------------------------------- | ------------- | ------------ | --------------- | ------------- |
| 1990 | Silent Night, Deadly Night 4: Initiation    | Statele Unite |              | Direct-pe-video |               |
| 1991 | Silent Night, Deadly Night 5: The Toy Maker | Statele Unite |              | Direct-pe-video |               |
| 1992 | Stepfather III                              | Statele Unite | Easter films | Film TV         | [ 17 ]        |
| 1994 | Night of the Demons 2                       | Statele Unite |              |                 |               |
| 1994 | Leprechaun 2                                | Statele Unite |              |                 |               |
| 1995 | The Day of the Beast                        | Spain/Italy   |              |                 | [ 18 ] [ 19 ] |
| 1995 | Halloween: The Curse of Michael Myers       | Statele Unite |              |                 |               |
| 1995 | Jack-O                                      | Statele Unite |              |                 |               |
| 1996 | Uncle Sam                                   | Statele Unite |              |                 |               |
| 1996 | Santa Claws                                 | Statele Unite |              |                 |               |
| 1996 | Little Witches                              | Statele Unite |              |                 |               |
| 1997 | Intensity                                   | Statele Unite |              | Film TV         | [ 20 ]        |
| 1997 | Night of the Demons 3                       | Statele Unite |              |                 |               |
| 1997 | Jack Frost                                  | Statele Unite |              |                 |               |
| 1998 | Alien Abduction: Incident in Lake County    | Statele Unite |              | Film TV         | [ 21 ]        |
| 1998 | Halloween H20: 20 Years Later               | Statele Unite |              |                 |               |
| 1999 | Lovers Lane                                 | Statele Unite |              | Direct-pe-video | [ 22 ]        |
| 1999 | End of Days (Apocalipsa)                    | Statele Unite |              |                 |               |
| 1999 | Resurrection                                | Statele Unite |              |                 |               |
| 1999 | Witchouse                                   | Statele Unite |              | Direct-pe-video | [ 23 ]        |

### Anii 2000
| An   | Film                                               | Țară          | Sărbătoare | Note                                   | Ref.          |
| ---- | -------------------------------------------------- | ------------- | ---------- | -------------------------------------- | ------------- |
| 2000 | Bless the Child                                    | Statele Unite |            |                                        |               |
| 2000 | Jack Frost 2: Revenge of the Mutant Killer Snowman | Statele Unite |            |                                        |               |
| 2001 | Valentine                                          | Statele Unite |            |                                        |               |
| 2001 | The Christmas Season Massacre                      | Statele Unite |            |                                        |               |
| 2002 | Halloween: Resurrection                            | Statele Unite |            |                                        |               |
| 2003 | Dead End                                           | Statele Unite |            |                                        |               |
| 2003 | Midsommer                                          | Danemarca     |            |                                        |               |
| 2003 | Shredder                                           | Statele Unite |            |                                        |               |
| 2003 | Zero Day                                           | Statele Unite |            |                                        |               |
| 2004 | Hellbent                                           | Statele Unite |            |                                        |               |
| 2004 | Satan's Little Helper                              | Statele Unite |            |                                        |               |
| 2005 | All Souls Day                                      | Statele Unite |            |                                        |               |
| 2005 | The Gingerdead Man                                 | Statele Unite |            |                                        |               |
| 2005 | Santa's Slay                                       | Statele Unite |            |                                        |               |
| 2006 | The Wicker Man                                     | Statele Unite |            |                                        | [ 7 ]         |
| 2006 | Easter Bunny, Kill! Kill!                          | Statele Unite |            |                                        | [ 7 ]         |
| 2006 | Halloween Night                                    | Statele Unite |            |                                        |               |
| 2006 | Black Christmas                                    | Statele Unite |            | Refacere a filmului din 1974           | [ 24 ]        |
| 2006 | Séance                                             | Statele Unite |            |                                        | [ 25 ]        |
| 2007 | El Muerto                                          | Statele Unite |            |                                        |               |
| 2007 | April Fools                                        | Statele Unite |            | Direct-pe-video                        | [ 26 ]        |
| 2007 | Halloween                                          | Statele Unite |            | Refacere a filmului din 1978           |               |
| 2007 | Wind Chill                                         | Statele Unite |            |                                        |               |
| 2007 | Trick 'r Treat                                     | Statele Unite |            |                                        | [ 27 ]        |
| 2007 | Inside                                             | Franța        |            |                                        |               |
| 2008 | April Fool's Day                                   | Statele Unite |            | Refacere a filmului din 1986           |               |
| 2008 | The Children                                       | Regatul Unit  |            |                                        | [ 28 ]        |
| 2008 | Gingerdead Man 2: Passion of the Crust             | Statele Unite |            |                                        |               |
| 2008 | Pontypool                                          | Canada        |            |                                        | [ 29 ]        |
| 2008 | Solstice                                           | Statele Unite |            | Refacere a Midsommer                   | [ 30 ] [ 31 ] |
| 2008 | ThanksKilling                                      | Statele Unite |            |                                        |               |
| 2009 | My Bloody Valentine                                | Statele Unite |            | Refacere a filmului din 1981           | [ 32 ]        |
| 2009 | Halloween II                                       | Statele Unite |            | Continuare a filmului refăcut din 2007 |               |
| 2009 | Deadly Little Christmas                            | Statele Unite |            |                                        |               |
| 2009 | Silent Night, Zombie Night                         | Statele Unite |            |                                        |               |

### Anii 2010
| An   | Film                                       | Țară                       | Sărbătoare | Note                                              | Ref.                 |
| ---- | ------------------------------------------ | -------------------------- | ---------- | ------------------------------------------------- | -------------------- |
| 2010 | Atrocious                                  | Spain                      |            |                                                   |                      |
| 2010 | Rare Exports: A Christmas Tale             | Finland                    |            |                                                   |                      |
| 2010 | Sint                                       | The Netherlands            |            |                                                   |                      |
| 2011 | Father's Day                               | Statele Unite              |            |                                                   |                      |
| 2011 | The Wicker Tree                            | Regatul Unit               |            |                                                   | [ 7 ]                |
| 2011 | The Melancholy Fantastic                   | Statele Unite              |            | Re-lansat în 2016 ca Doll in the Dark             |                      |
| 2011 | Gingerdead Man 3: Saturday Night Cleaver   | Statele Unite              |            |                                                   |                      |
| 2012 | Leprechaun's Revenge                       | Statele Unite              |            | Film TV                                           |                      |
| 2012 | Silent Night                               | Statele Unite              |            | Refacere vagă a Silent Night, Deadly Night (1984) |                      |
| 2012 | Wrong Turn 5: Bloodlines                   | Statele Unite              |            | Direct-pe-video                                   |                      |
| 2013 | All Hallows' Eve                           | Statele Unite              |            |                                                   |                      |
| 2013 | Christmas Cruelty!                         | Norvegia                   |            |                                                   | [ 33 ]               |
| 2013 | Gingerdead Man vs. Evil Bong               | Statele Unite              |            |                                                   |                      |
| 2013 | Silent Night, Bloody Night: The Homecoming | Statele Unite              |            |                                                   | [ 34 ]               |
| 2014 | México Bárbaro                             | Mexic                      |            |                                                   |                      |
| 2014 | Kristy                                     | Statele Unite              |            |                                                   | [ 35 ]               |
| 2015 | Knock Knock                                | Statele Unite              |            |                                                   |                      |
| 2015 | All Through the House                      | Statele Unite              |            |                                                   |                      |
| 2015 | Noc Walpurgi                               | Poland                     |            |                                                   |                      |
| 2015 | A Christmas Horror Story                   | Statele Unite              |            |                                                   |                      |
| 2015 | Krampus                                    | Statele Unite              |            |                                                   |                      |
| 2015 | Krampus: The Reckoning                     | Statele Unite              |            | Direct-pe-video                                   | [ 36 ]               |
| 2015 | Red Christmas                              | Australia                  |            |                                                   |                      |
| 2015 | Tales of Halloween                         | Statele Unite              |            |                                                   |                      |
| 2015 | Muck                                       | Statele Unite              |            |                                                   |                      |
| 2015 | Rage: Midsummer's Eve                      | Finland                    |            |                                                   |                      |
| 2016 | Krampus Unleashed                          | Statele Unite              |            | Direct-pe-video                                   | [ 37 ]               |
| 2016 | Holidays                                   | Statele Unite              |            | Film antologie                                    |                      |
| 2017 | Better Watch Out                           | Australia/Statele Unite    |            |                                                   |                      |
| 2017 | Mercy Christmas                            | Statele Unite              |            |                                                   |                      |
| 2017 | Anna and the Apocalypse                    | Regatul Unit/Statele Unite |            |                                                   |                      |
| 2018 | Halloween                                  | Statele Unite              |            |                                                   |                      |
| 2019 | Escape Room                                | Statele Unite              |            |                                                   | [ 38 ] [ 39 ]        |
| 2019 | Midsommar                                  | Statele Unite              |            |                                                   |                      |
| 2019 | Black Christmas                            | Statele Unite              |            | Refacere a filmului din 1974                      | [ 40 ]               |
| 2019 | Scary Stories to Tell in the Dark          | Statele Unite/Canada       |            |                                                   | [ 41 ]               |
| 2019 | Trick                                      | Statele Unite              |            |                                                   | [ 42 ] [ 43 ] [ 44 ] |
| 2019 | Deathcember                                | Germania                   |            | Film antologie                                    | [ 45 ] [ 46 ]        |
| 2019 | Holiday Hell                               | Statele Unite              |            | Film antologie                                    | [ 47 ]               |

### Anii 2020
| An   | Film            | Țară          | Sărbătoare | Note | Ref.   |
| ---- | --------------- | ------------- | ---------- | ---- | ------ |
| 2020 | Hanukkah        | Statele Unite |            |      | [ 48 ] |
| 2020 | Halloween Kills | Statele Unite |            |      |        |
| 2021 | Halloween Ends  | Statele Unite |            |      |        |

### Lucrări citate
- Jones, Alan-Bertaneisson (2010). Fright Xmas. AuthorHouseUK. ISBN 978-1-452-06199-3.
- Muir, John Kenneth. Horror Films of the 1980s. 1. Jefferson, N.C.: McFarland. ISBN 978-0-786-47298-7. OCLC 840902442. Parametru necunoscut |An= ignorat (posibil, |an=?) (ajutor)
- Vander Kaay, Chris; Fernandez-Vander Kaay, Kathleen (2016). Horror Films by Subgenre: A Viewer’s Guide. McFarland. ISBN 978-1-476-62283-5.